# Amparo Ochoa

Amparo Ochoa

María Amparo Ochoa Castaños (* 29. September 1946 in Culiacán, Bundesstaat Sinaloa, Mexiko; † 8. Februar 1994) war eine mexikanische Sängerin.
Besser bekannt als Amparo Ochoa, gehörte sie zu einer Generation von Sängerinnen, die ihren Ursprung in den 1960er Jahren hatte, und sich von Anfang an als eine Vertreterin des sogenannten „Nuevo Canción“, des neuen politischen Liedes, verstand.

## Karriere
Von Kindheit an fiel sie durch den Gesang zu Hause mit ihrem Vater und bei Veranstaltungen in der Schule auf. Im Jahre 1965 beteiligte sie sich mit dem Lied von der „schönen Lucero“ an einem Gesangswettbewerb in ihrer Heimatstadt und gewann diesen.
Sie lebte bis 1969 in Culiacan, Sinaloa und war dort Lehrerin an einer Dorfschule in ihrem Heimatstaat. Da sie dort beim Unterricht der Grundschüler nicht ihre Erfüllung fand, konnte ihre Schwester sie davon überzeugen, dass sie als eine hervorragende Sängerin nach Mexiko-Stadt gehen müsse. Im selben Jahr gewann sie dort den ersten Platz bei einem Amateurwettbewerb. Nach diesem Erfolg begann sie, sich mit ihrer Musik für die Verteidigung der sozialen Rechte sowohl in Mexiko als auch in den anderen Teilen Lateinamerikas einzusetzen. Außerdem nahm sie ein Studium an der Musikhochschule Mexikos, der Escuela Nacional de Música, auf.
Seitdem handeln ihre Lieder vom Leben, sozialen Ursachen, den Arbeitern,  Studenten und davon, soziale Unterschiede zu beseitigen. Amparo sang in der Universität, in Kneipen, in Cafés und den besten Clubs Mexikos. Sie wurde Mitte der 1970er Jahre berühmt und reiste durch Lateinamerika, die Vereinigten Staaten, Europa und die Karibik. Ihre Botschaft vermittelte sie durch die Musik und wurde zur Stimme Mexikos.
Amparo Ochoa war verheiratet mit dem Filmemacher Jorge Amézquita. Sie hat zwei Kinder, Isaac Amézquita Ochoa und Maria Inés Amézquita Ochoa, die sich wie ihre Mutter mit dem Singen beschäftigen. María Amparo Ochoa erlag am 8. Februar 1994 ihrer Magenkrebserkrankung.

## Werke
Im Jahr 1971 nahm sie ihre erste LP De la mano del viento („Aus der Hand des Windes“) bei RCA auf.
Nach dem Putsch gegen Salvador Allende im Jahr 1973 eine LP aus Solidarität mit den Menschen in Chile. Erst Jahre später besuchte sie Chile anlässlich des Endes der Militärdiktatur, als Patricio Aylwin zum Präsidenten der Republik gewählt wurde.
Ihre einzigartige gesangliche Interpretation des Fluchs der Malinche (von Gabino Palomares) ist ein hervorragendes Beispiel für ihre Art der Interpretation historischer Vorgänge. Ebenso bekannt ist ihr Lied: Por medio de la lectura (Durch die Lektüre).

## Werke in Auszügen
- De la mano del viento, 1971
- Cancionero de la Intervención Francesa, 1973
- Yo pienso que a mi pueblo, 1978
- Cancionero popular mexicano (vol. 1) 1980
- Amparo Ochoa canta con los niños, 1983
- Abril en Managua, 1983
- Mujer, 1985
- Cancionero popular mexicano (vol. 2), 1986
- Zazhil y Amparo Ochoa en Holanda, 1986
- Vamos Juntos, 1986
- Amparo Ochoa canta trova y algo más de Yucatán
- Amparo Ochoa canta boleros
- Boleros
- Corridos y canciones de la revolución mexicana
- Por siempre, 2006
- Amparo Ochoa, Óscar Chávez, Los Morales en Holanda
- Tengo que hablarle, 1987
- Y la canción se hizo...
- A lo mestizo, 1992
- Hecho en México, 1993
- Raíz Viva, 1995
- La maldicion de malinche
- Cuando agosto era 21